# Auzay
Auzay ist eine ehemalige französische Gemeinde mit zuletzt 640 Einwohnern (Stand: 1. Januar 2013) im Département Vendée in der Region Pays de la Loire; sie war Teil des Arrondissements Fontenay-le-Comte und des Kantons Fontenay-le-Comte. Die Einwohner werden Auzayciens genannt.
Mit Wirkung vom 1. Januar 2017 ist Auzay – gemeinsam mit der früheren Nachbarkommune Chaix – Teil der neugebildeten Gemeinde (Commune nouvelle) Auchay-sur-Vendée.

## Geografie
Auzay liegt etwa 34 Kilometer westnordwestlich von Niort und etwa 49 Kilometer ostsüdöstlich von La Roche-sur-Yon. Der Vendée begrenzte die frühere Gemeinde im Südosten. 
Durch die Gemeinde führt die Autoroute A83.

## Bevölkerungsentwicklung
| Jahr                      | 1962 | 1968 | 1975 | 1982 | 1990 | 1999 | 2006 | 2013 |
| Einwohner                 | 422  | 412  | 417  | 473  | 452  | 522  | 576  | 640  |
| Quelle: Cassini und INSEE |      |      |      |      |      |      |      |      |

## Sehenswürdigkeiten

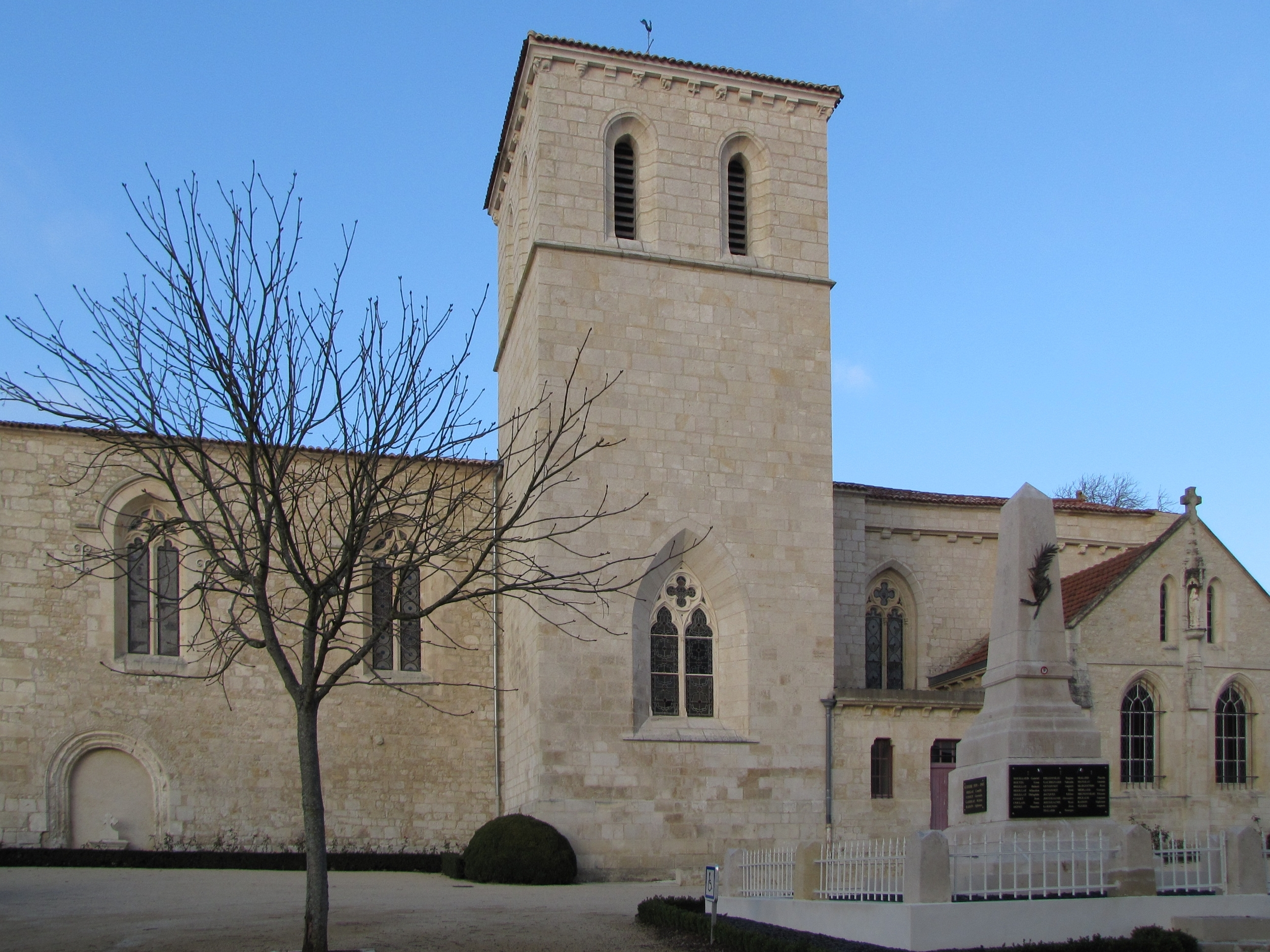
Kirche Notre-Dame-de-la-Nativité (alte Priorei)

- Alte Priorei, heutige Kirche Notre-Dame-de-la-Nativité, seit 1994 Monument historique